# بروس دوي
بروس دوي هو لاعب هوكي الجليد كندي، ولد في 9 ديسمبر 1962 في أوكفيل في كندا.

## وصلات خارجية
- بروس دوي على موقع دوري الهوكي الوطني (الإنجليزية)
- بروس دوي على موقع EliteProspects.com (الإنجليزية)
- بروس دوي على موقع HockeyDB.com (الإنجليزية)
- بروس دوي على موقع Hockey-Reference.com (الإنجليزية)